# François Michal-Ladichère
Pour les articles homonymes, voir Michal.
François-Alexandre Michal-Ladichère est un homme politique français né le 3 novembre 1807 à Saint-Geoire (Isère) et décédé le 16 octobre 1884 à Grenoble (Isère).

## Biographie
Avocat au barreau de Grenoble en 1830, il collabore aussi à des journaux politiques locaux. Conseiller général de l'Isère et avocat général à la cour de Grenoble en 1848, il démissionne par opposition au Second Empire  un an après, Procureur général à Grenoble le 10 septembre 1870, il démissionne de ce poste en janvier 1871 pour se porter candidat aux élections de l'Assemblée Nationale où il fut élu représentant de l'Isère et siège à gauche. Il retrouve aussi son siège de conseiller général du canton de Saint-Geoire, et devient président du conseil général. Il est sénateur de l'Isère de 1876 à 1884.
Bibliographie
Uriage et ses environs, guide pittoresque et descriptif chez Merle 1859 (deuxième édition)

## Sources
- « François Michal-Ladichère », dans Adolphe Robert et Gaston Cougny, Dictionnaire des parlementaires français, Edgar Bourloton, 1889-1891 [détail de l’édition]
- Les Alpes françaises 18 octobre 1884.p128